# Osvát Ernő-díj
Az Osvát Ernő-díj 2018-ban alapított magyar irodalmi díj. A díjjal magyar irodalmi, művészeti folyóiratok szerkesztőinek munkáját részesítik erkölcsi elismerésben. Alapítója Janáky Marianna költő, író. Névadója Osvát Ernő, az egykori Nyugat folyóirat legendás szerkesztője, irodalomszervezője.
A díjazottat előző évekbeli munkája alapján háromtagú kuratórium választja. Tagjai kezdetben: Gaborják Ádám, Radics Viktória, Zelei Dávid. 2021-től: Áfra János, Radics Viktória, Zelei Dávid. 2023-tól: Áfra János, Murzsa Tímea, Zelei Dávid. A díjjal akkor százezer forint pénzjutalom járt.

## Története
Janáky Marianna Makón élő költő, író magánkezdeményezésként alapította a díjat. Kezdeményezését Farkas Éva Erzsébet, a város polgármestere, majd Szkárosi Endre, a Szépírók Társasága akkori elnöke is támogatta. Az első díjátadót 2019-ben tartották a makói Hagymaházban. 
„A szervezés és lebonyolítás költségeit Makó Város Önkormányzata vállalta magára” – írta a Litera internetes portál 2020 tavaszán. Ugyanabban az évben a díj „gondozását” átvette a Fiatal Írók Szövetsége és a Szépírók Társasága. 2021-ben már a megújult szakmai kuratórium ítélte oda a díjat és Budapesten, az ünnepi könyvhéten adták át. A díjátadóra meghívták a díjalapítót is, de Janáky Marianna – újsághír szerint – nem kívánt jelen lenni.
2023-tól a díjat a Magyar Irodalomtörténeti Társaság együttműködésével adják át.

## Díjazottak
- 2019 – Jenei László, a Műút miskolci folyóirat és internetes portál szerkesztője, későbbi főszerkesztője[3]
- 2020 – Nagy Gabriella, a Litera internetes irodalmi portál főszerkesztője[4]
- 2021 – Balázs Imre József, a Korunk kolozsvári folyóirat főszerkesztő-helyettese[5]
- 2022 – Markója Csilla, az Enigma folyóirat alapító főszerkesztője[6]
- 2023 – Reményi József Tamás (posztumusz), a Kritika, a Mozgó Világ, a Magyar Napló, a Filmvilág, majd az Iskolakultúra szerkesztője.[7]
- 2024 – Margócsy István, a 2000 folyóirat alapító-főszerkesztője[8]
- 2025 – Balogh Endre, a PRAE.HU Informatikai és Kommunikációs Kft. ügyvezetője, a Prae Kiadó vezetője, a prae.hu művészeti portál főszerkesztője és a Palimpszeszt Kulturális Alapítvány kuratóriumi elnöke[9]